# كسوف الشمس 26 أكتوبر 2087
سوف يكون العالم على موعد مع  كسوف جزئي للشمس في 26 أكتوبر 2087. حيث يحدث كسوف الشمس عندما يمر القمر بين الأرض والشمس، وبالتالي يحجب صورة الشمس كليًا أو جزئيًا عن مشاهد على الأرض. يحدث كسوف جزئي للشمس في المناطق القطبية من الأرض عندما يغيب مركز ظل القمر عن الأرض.

## الخسوفات ذات الصلة

### كسوف الشمس 2087-2090
قالب:Solar eclipse set 2087–2090
| 120 | كسوف الشمس 2 مايو 2087 جزئي   | 125 | كسوف الشمس 26 أكتوبر 2087 جزئي    |
| 130 | كسوف الشمس 21 أبريل 2088 كلي  | 135 | كسوف الشمس في 14 أكتوبر 2088 حلقي |
| 140 | كسوف الشمس 10 أبريل 2089 حلقي | 145 | كسوف الشمس في 4 أكتوبر 2089 كلي   |
| 150 | كسوف الشمس 31 مارس 2090 حلقي  | 155 | كسوف الشمس في 23 سبتمبر 2090 كلي  |

## روابط خارجية
- http://eclipse.gsfc.nasa.gov/SEplot/SEplot2051/SE2087Oct26P. GIF